# 汪兆銘內閣
汪兆銘內閣成立於1932年1月28日，由行政院院長汪兆銘負責組閣，該內閣為中華民國國民政府的第四任行政院內閣。九一八事變後，因為《塘沽協定》與內閣之與日和平談判主張於中國國民黨內部無法得到統合，而於1935年12月1日宣佈總辭。

## 簡介
該內閣處於訓政時期的「黃金十年」內。其中，於1933年8月22日起暫兼中華民國外交部部長汪兆銘以外交手段處理了一些割讓租界的問題，收回部分外國在華享有的特權，積極進行了法律及刑罰系統的現代化、穩定物價、償還國債、改革金融及貨幣系統、鋪設鐵路及建設公路、改善公共衛生設施、立法對抗毒品交易，以及提高工業及農業生產。教育方面所做的努力也有長足進步。

## 內閣成員
- 行政院院長：汪兆銘（ 中國國民黨）
- 行政院副院長：宋子文（ 中國國民黨）
- 內政部部長：李文範（ 中國國民黨）
- 外交部部長：羅文榦（1933年8月22日起，由汪兆銘暫兼）
- 財政部部長：宋子文（ 中國國民黨）
- 軍政部部長：何應欽（ 中國國民黨）
- 海軍部部長：陳紹寬（ 中國國民黨）
- 教育部部長：朱家驊（ 中國國民黨）
- 交通部部長：陳銘樞（ 中國國民黨）
- 鐵道部部長：葉恭綽
- 實業部部長：陳公博（ 中國國民黨）
- 司法行政部部長：羅文榦
- 蒙藏委員會委員長：石青陽（ 中國國民黨）
- 僑務委員會委員長：吳鐵城（ 中國國民黨）
- 禁煙委員會委員長：劉瑞恆